# حسن‌آباد (راسک و فیروزآباد)
حسن‌آباد روستایی است بنام کدخدا حسن ابادشده است در دهستان راسک و فیروزآباد بخش مرکزی شهرستان راسک استان سیستان و بلوچستان ایران است.

## جمعیت
بر پایه سرشماری عمومی نفوس و مسکن در سال ۱۳۹۵ جمعیت این روستا ۱٬۱۴۲ نفر (۳۰۷خانوار) بوده‌است.